# Malabári szürketokó
A malabári szürketokó (Ocyceros griseus) a madarak osztályába, a szarvascsőrűmadár-alakúak (Bucerotiformes) rendjébe és a szarvascsőrűmadár-félék (Bucerotidae) családjába tartozó faj.

## Rendszerezése
A fajt John Latham brit zoológus írta le 1790-ben, a Buceros nembe Buceros griseus néven. Sorolták a Tockus nembe Tockus griseus néven is. Nevét az indiai Malabár-partról kapta.

## Előfordulása
India délnyugati részén honos. Természetes élőhelyei a szubtrópusi és trópusi száraz erdők, síkvidéki és hegyi esőerdők, valamint ültetvények és vidéki kertek. Állandó, nem vonuló faj.

## Megjelenése
Testhossza 45 centiméter, testtömege 238-340 gramm.
|  |

## Természetvédelmi helyzete
Az elterjedési területe még elég nagy, egyedszáma gyorsan csökken. A Természetvédelmi Világszövetség Vörös listáján sebezhető fajként szerepel.